# Hsu Wei-lun
Hsu Wei-lun (chinesisch 許瑋倫, Pinyin Xǔ Wěilún, W.-G. Hsü Wei-lun, auch als Beatrice Hsu bekannt; * 13. November 1978 in Taipeh; † 28. Januar 2007 in Taichung, Taiwan) war eine taiwanische Schauspielerin, die sich außerdem als Model und Musikerin betätigte.

## Laufbahn
Hsu startete ihre Karriere als Model. Später nahm sie Schauspielunterricht und spielte in populären Fernsehserien mit. 2001 hatte sie ihren ersten Auftritt in der Serie Meteor Garden.
Sie spielte Klavier, Harfe, Gitarre und Schlagzeug. Im Jahre 2001 wurden sechs Musikvideos von ihr veröffentlicht.
2002 wurde sie mit dem Fernsehdrama True Love 18 für den taiwanischen Fernsehpreis Golden Bell Awards in der Kategorie Best Supporting Actress (zu deutsch: Beste Nebenrolle) nominiert. 2003 bekam sie ihre erste Hauptrolle für die Serie Love Storm. 2004 sang sie den Soundtrack zur Serie „Nine Ball“, in der sie selber mitspielte. Ein Jahr später trat sie in der Jugendserie „Express Boy“ auf und drehte in diesem Jahr auch ihren letzten Film „Slap the Monkey“. 2006 spielte sie noch in der Serie „Xiang Fei“ mit. Es war ihre einzige und letzte Serie in diesem Jahr. 2007 sollte sie in der Serie „Tai Yang De Nu Er“ auftreten.
Hsu Wei-lun wurde schnell zur Werbefigur und trat in zahlreichen asiatischen Unterhaltungsshows auf.

## Tod
Am 26. Januar 2007 fuhr Hsu mit ihrem Assistenten in einem Mini Cooper über den National Highway No. 1 in Taichung (Taiwan) zu einem Filmdreh. Um 23:15 Uhr prallte der Wagen gegen eine Absperrung, worauf ein LKW in das Heck des Wagens auffuhr. Hsu fiel ins Koma und wurde in ein Krankenhaus eingeliefert. Sie erlag ihren Verletzungen am 28. Januar 2007 um 19:37.

## Profil
- Name: Hsu Wei-lun
- Name (englisch): Beatrice Hsu
- Größe: 168 cm
- Gewicht: 45 kg
- Familie: Mutter, Vater, ein jüngerer Bruder

## Filmografie

### Serien
- 2007: Taiyang de nü’er (太陽的女兒)
- 2006: Xiang fei (想飛)
- 2005: Double Jade Legend (雙壁傳說)
- 2005: Express Boy (惡男宅急電)
- 2004: Nine-Ball (撞球小子)
- 2004: Scent of Love (戀香)
- 2003: Tianxia wu shuang (天下無雙)
- 2003: Love Storm (狂愛龍捲風)
- 2002: Secretly Loving You (偷偷愛上你)
- 2002: True Love 18 (十八歲的約定)
- 2001: Meteor Garden (流星花園)

### Filme
- 2002: Victor U-Turn 180 degrees
- 2003: Turn Left, Turn Right (向左走，向右走)
- 2005: Slap The Monkey (二千三百萬種死法)

## Musik
- 2004: Freedom – Nine-Ball OST

### Musikvideos
- 2001: Victor Huang
- 2001: Lee-Hom Wang
- 2001: Nicholas Tse
- 2001: Eason Chan, King of Karaoke Songs
- 2001: Strangers, who love me
- 2001: Wu Yue Tian, Will you?
- 2000: Sammi Cheng, Willing